# Metagarista
Metagarista là một chi bướm đêm thuộc họ Noctuidae.

## Loài
- Metagarista aziyade Vuillot, 1892
- Metagarista maenas Herrich-Schäffer, [1853]
- Metagarista subcrocea Wiltshire, 1983
- Metagarista triphaenoides Walker, 1854